# Transporte na Região Metropolitana de São Paulo

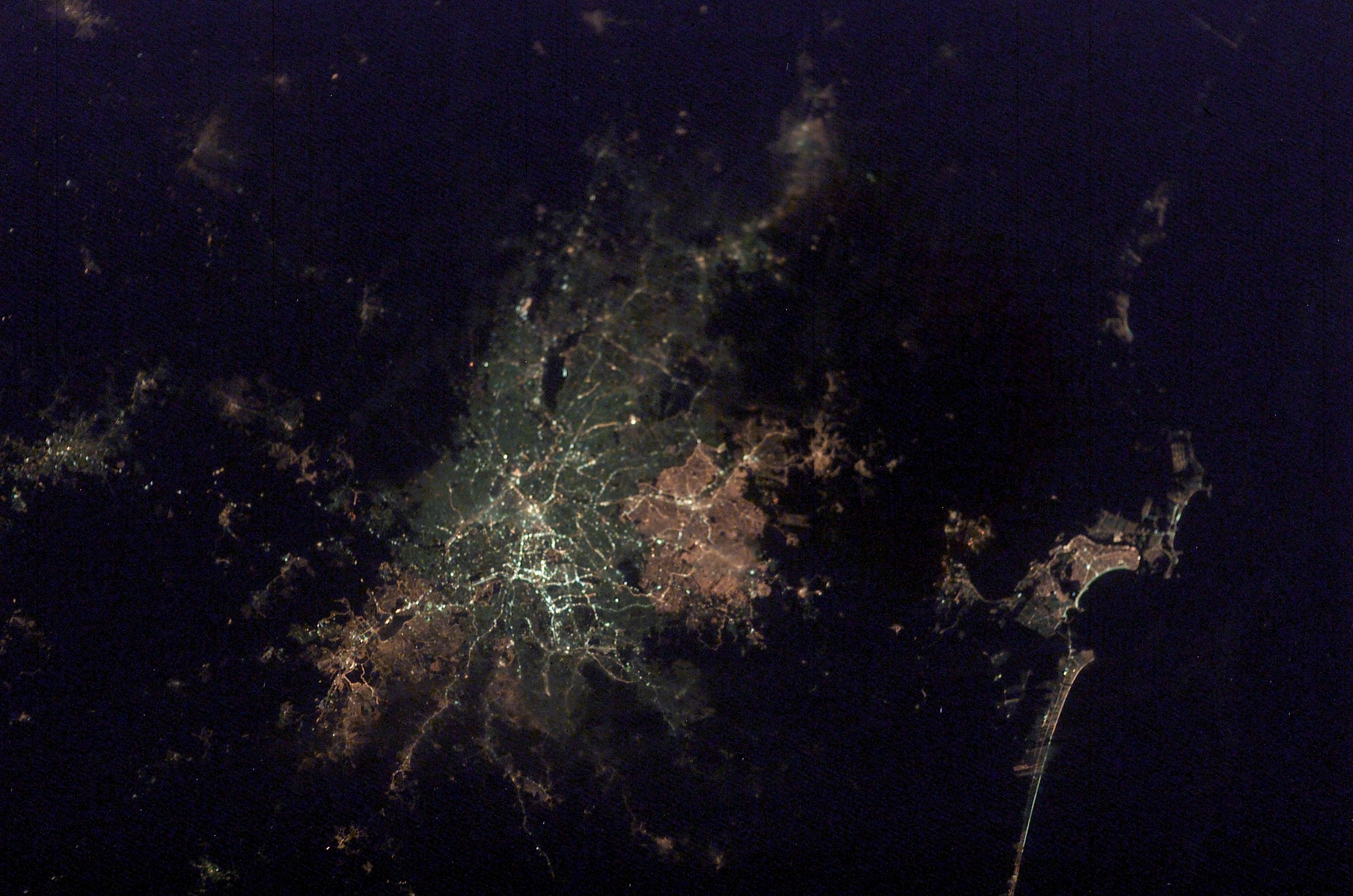
Imagem de satélite da Grande São Paulo à noite. Observação: na imagem, o norte está voltado à esquerda. Foto: NASA

O Transporte público na Região Metropolitana de São Paulo é caracterizado por um sistema de transportes integrados, um conjunto de linhas de transporte metropolitano, ferroviário, e sobre pneus intermunicipal, formadas pela Companhia do Metropolitano de São Paulo, pela Companhia Paulista de Trens Metropolitanos (CPTM) e pela Empresa Metropolitana de Transportes Urbanos de São Paulo (EMTU). É totalmente integrada, formando a Rede Metropolitana de São Paulo e é essencial para a mobilidade da Grande São Paulo.

## O transporte metropolitano

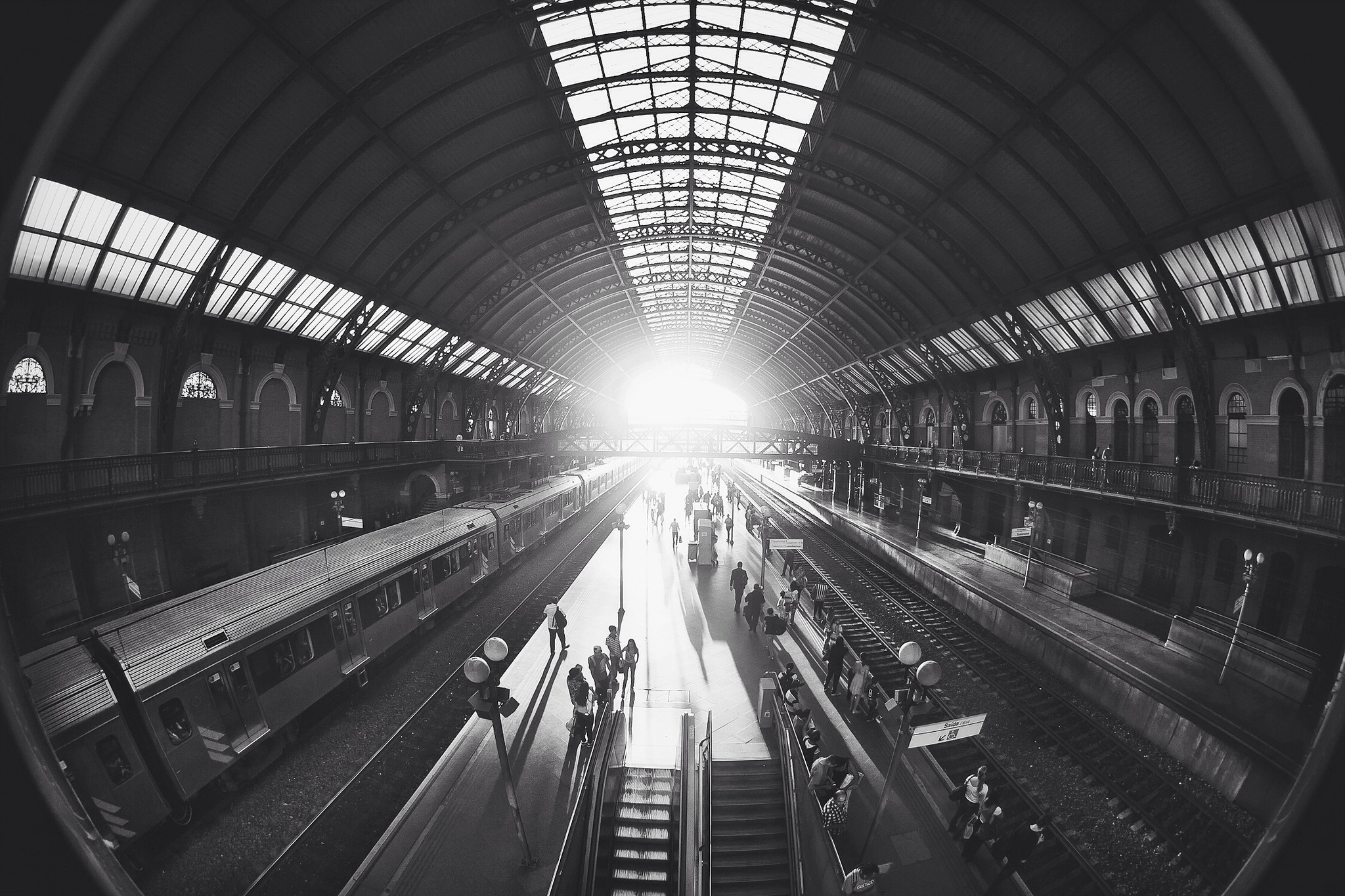
Interior da Estação da Luz

A Secretaria dos Transportes Metropolitanos do Estado de São Paulo é a responsável pelas três empresas de transporte público do estado, a CMSP, a CPTM e a EMTU/SP. Juntas, essas empresas são responsáveis pelo transporte de cerca de 5,9 milhões de passageiros/dia.
Além de proporcionar mobilidade a qualquer cidadão, inclusive às pessoas com deficiência física, existe a preocupação com um ambiente mais saudável no transporte metro-ferroviário, um sistema que contribui para uma menor poluição atmosférica e proporciona aos cidadãos maior tempo livre e, à cidade, um menor congestionamento no trânsito.
O transporte metropolitano é, ainda, um caminho importante da cultura e da cidadania. Nos trens, ônibus, estações e terminais, o passageiro encontra obras de arte, exposições, performances, eventos culturais e participa de campanhas de saúde, educação e informação.
O sistema metrô-trem tem pontos de passagem livre entre Metrô e Trem e está integrado ao sistema de ônibus urbano do município de São Paulo, através do Bilhete Único, aceito nos dois sistemas. Há, ainda, integrações pontuais do sistema intermunicipal de ônibus com o sistema metrô-trem.
A principal característica visual da maioria dos trens, ônibus e vans do sistema metropolitano são as cores azul (predominante), com detalhes vermelho e cinza, além da faixa "Metropolitano" (em letras maiúsculas) com as mesmas cores.[carece de fontes?]

## EMTU
A Empresa Metropolitana de Transportes Urbanos de São Paulo (EMTU/SP) é responsável pela expansão e operação do transporte de média e baixa capacidade nas regiões metropolitanas de São Paulo, Campinas, Vale do Paraíba e Litoral Norte, Baixada Santista e Sorocaba.
Cabem também à EMTU/SP os fretamentos metropolitanos e os serviços especiais, como as ligações entre os aeroportos de Congonhas e Guarulhos e a Ponte Orca Zoo (que liga o Terminal Jabaquara ao Zoológico de São Paulo). A empresa é a responsável pelos corredores metropolitanos São Mateus-Jabaquara, Guarulhos-São Paulo, Diadema-Morumbi e Itapevi-Butantã e pelos terminais intermodais e sistemas automatizados de pagamento de transporte. Os ônibus intermunicipais têm integração operacional e tarifária com o sistema metrô-ferrovia na Linha 5-Lilás do Metrô e com o sistema municipal da capital no Terminal Sacomã do Expresso Tiradentes.
Atualmente, a EMTU-SP atende todos os 134 municípios das cinco regiões metropolitanas, somando 31 milhões de habitantes.[carece de fontes?]

## Transporte sobre trilhos

Mapa da rede metro-ferroviária de São Paulo em operação.

A rede de transporte metropolitano sobre trilhos de São Paulo possui extensão total de 384,1 km, com cerca de 230 km dentro dos limites da cidade de São Paulo. Transporta cerca de 8 milhões de passageiros por dia útil e é operado por três empresas, sendo duas empresas estaduais: a CMSP, que opera as linhas 1, 2, 3 e 15; e CPTM, que opera as linhas 7, 10, 11, 12 e 13, além de três empresas privadas: ViaQuatro, que opera a Linha 4 desde a sua inauguração, em 2010, ViaMobilidade Linhas 5 e 17, que opera a Linha 5 desde 2018, e ViaMobilidade Linhas 8 e 9, que opera as linhas 8 e 9 desde 2022. O Trem Metropolitano se diferencia do Metrô de São Paulo por ter intervalos maiores entre os trens, por servir outros municípios da Região Metropolitana de São Paulo e alguns da Aglomeração Urbana de Jundiaí e por ter tráfego eventual de veículos de carga em algumas linhas.
As integrações entre metrô-ferrovia em São Paulo são gratuitas, com exceção das estações Tatuapé e Corinthians-Itaquera, cuja integração tarifária ocorre em horários específicos.

### Sistema atual
As seguintes linhas estão atualmente em operação:
| Linha       | Terminais                                    | Inauguração             | Administração               | Comprimento (km)    | Estações      |
| ----------- | -------------------------------------------- | ----------------------- | --------------------------- | ------------------- | ------------- |
| 1 Azul      | Tucuruvi ↔ Jabaquara                         | 14 de setembro de 1974  | CMSP                        | 20,2                | 23            |
| 2 Verde     | Vila Madalena ↔ Vila Prudente                | 25 de janeiro de 1991   | CMSP                        | 22,7: 14,7+8(**)    | 22: 14+8(**)  |
| 3 Vermelha  | Palmeiras–Barra Funda ↔ Corinthians–Itaquera | 10 de março de 1979     | CMSP                        | 22                  | 18            |
| 4 Amarela   | Luz ↔ Vila Sônia                             | 25 de maio de 2010      | ViaQuatro                   | 12,8                | 11            |
| 5 Lilás     | Capão Redondo ↔ Chácara Klabin               | 20 de outubro de 2002   | ViaMobilidade Linhas 5 e 17 | 19,9                | 17            |
| 7 Rubi      | Brás ↔ Jundiaí                               | 16 de fevereiro de 1867 | CPTM                        | 61                  | 19            |
| 8 Diamante  | Júlio Prestes ↔ Amador Bueno                 | 10 de julho de 1875     | ViaMobilidade Linhas 8 e 9  | 41,5                | 22            |
| 9 Esmeralda | Osasco ↔ Varginha                            | 25 de janeiro de 1957   | ViaMobilidade Linhas 8 e 9  | 37,3: 35+2,3(**)    | 21: 20+1(**)  |
| 10 Turquesa | Brás ↔ Rio Grande da Serra                   | 16 de fevereiro de 1867 | CPTM                        | 37,2                | 13            |
| 11 Coral    | Palmeiras - Barra Funda ↔ Estudantes         | 12 de maio de 1877      | CPTM                        | 54,2                | 17            |
| 12 Safira   | Brás ↔ Calmon Viana                          | 1º de janeiro de 1934   | CPTM                        | 38,8                | 13            |
| 13 Jade     | Engenheiro Goulart ↔ Aeroporto–Guarulhos     | 31 de março de 2018     | CPTM                        | 12,2                | 3             |
| 15 Prata    | Vila Prudente ↔ Jardim Colonial              | 30 de agosto de 2014    | CMSP                        | 17,4 14,6 + 2,8(**) | 13 11 + 2(**) |
| Total       | Total                                        | Total                   | Total                       | 384,1               | 201           |

## Linhas em Obras
Atualmente, seis linhas estão em obras:

Mapa do transporte metroferroviário de São Paulo com as atuais obras todas concluídas.

| Linha     | Terminais                                                        | Situação atual | Previsão |
| --------- | ---------------------------------------------------------------- | -------------- | -------- |
| 2 Verde   | Vila Prudente ↔ Penha                                            | Em construção  | 2027     |
| 4 Amarela | Taboão da Serra ↔ Vila Sônia                                     | Em construção  | 2028     |
| 6 Laranja | Brasilândia ↔ São Joaquim                                        | Em construção  | 2026     |
| 15 Prata  | Vila Prudente ↔ Ipiranga                                         | Em construção  | 2027     |
| 15 Prata  | Jardim Colonial ↔ Jacu-Pêssego                                   | Em construção  | 2027     |
| 17 Ouro   | Morumbi ↔ Washington Luís, com ramal para Aeroporto de Congonhas | Em construção  | 2026     |

## Linhas em Projeto
| Linha       | Terminais                                 | Situação atual    |
| ----------- | ----------------------------------------- | ----------------- |
| 2 Verde     | Penha ↔ Estação Dutra                     | Em desapropriação |
| 5 Lilás     | Capão Redondo ↔ Jardim Ângela             | Em projeto        |
| 6 Laranja   | Brasilândia ↔ Velha Campinas              | Em projeto        |
| 6 Laranja   | São Joaquim ↔ São Carlos                  | Em projeto        |
| 9 Esmeralda | Ceasa ↔ Água Branca                       | Em projeto        |
| 12 Safira   | Calmon Viana ↔ Suzano                     | Em projeto        |
| 14 Ônix     | Bonsucesso ↔ Jardim Irene                 | Em estudo         |
| 15 Prata    | Jacu-Pêssego ↔ Hospital Cidade Tiradentes | Em projeto        |
| 16 Violeta  | Oscar Freire ↔ Hospital Cidade Tiradentes | Em estudo         |
| 17 Ouro     | Morumbi ↔ São Paulo–Morumbi               | Em desapropriação |
| 17 Ouro     | Washington Luís ↔ Jabaquara               | Em projeto        |
| 18 Bronze   | Tamanduateí ↔ Estrada dos Alvarengas      | Cancelada         |
| 19 Celeste  | Campo Belo ↔ Bosque Maia                  | Em desapropriação |
| 20 Rosa     | Santa Marina ↔ Santo André                | Em desapropriação |
| 22 Marrom   | Cotia ↔ Sumaré                            | Em estudo         |

## Aeroportos

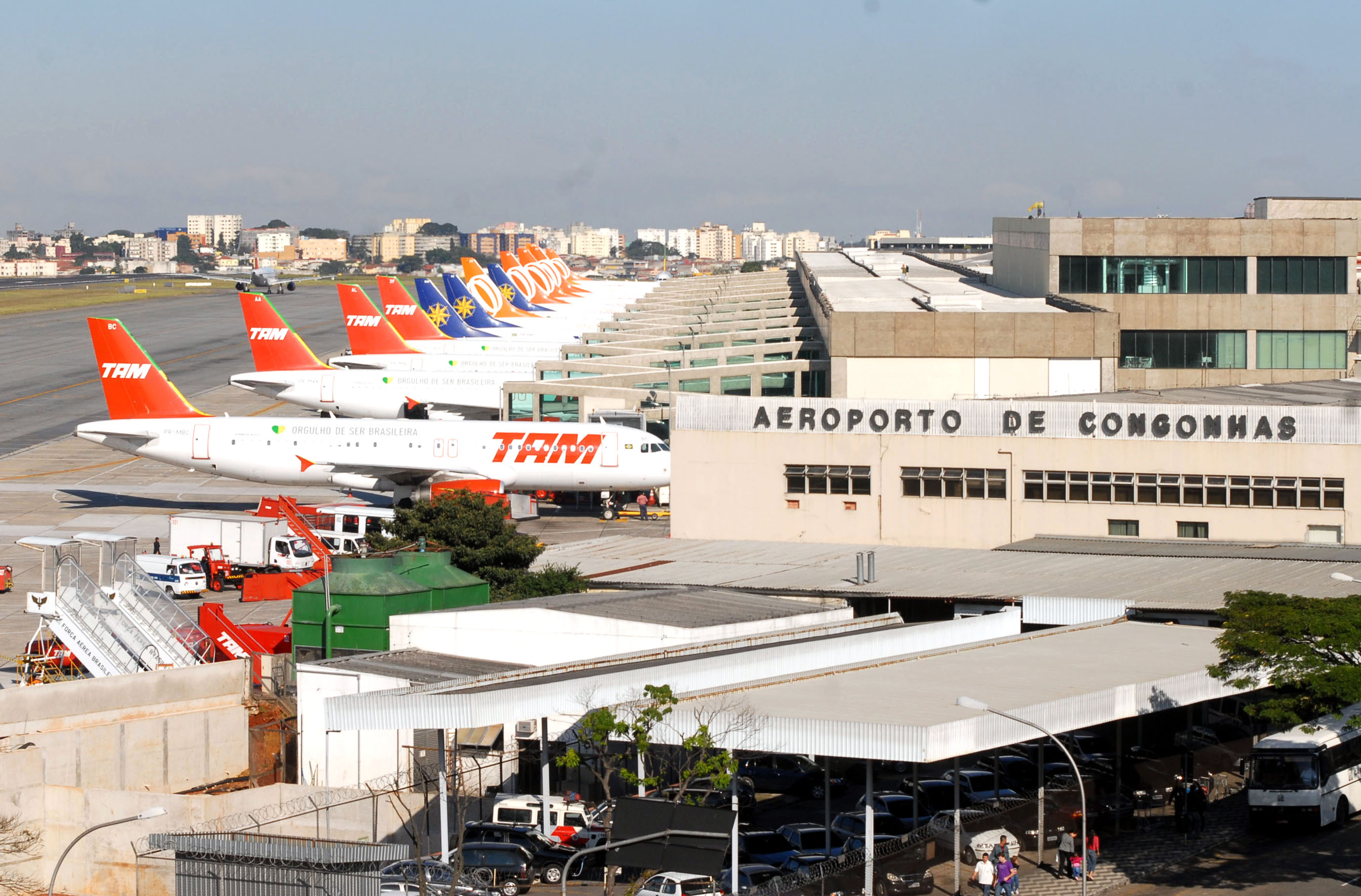
Aeroporto de Congonhas

- Aeroporto Internacional de Guarulhos, é o principal e o mais movimentado aeroporto do Brasil, localizado na cidade de Guarulhos, no bairro de Cumbica, distante 25 quilômetros do centro de São Paulo, é o principal aeroporto que serve a cidade.
- Aeroporto de Congonhas, é o segundo mais movimentado aeroporto do Brasil, localizado no distrito do Campo Belo, distante 8 km do marco zero da capital paulista.
- Aeroporto Campo de Marte, localizado na zona norte da cidade de São Paulo, no bairro de Santana. Foi o primeiro terminal aeroportuário da cidade, sendo que hoje não conta mais com linhas comerciais regulares, predominando o tráfego de helicópteros e aviões de pequeno porte, a denominada aviação geral.